# Chai Wan (MTR)
Chai Wan Station (traditioneel: 柴灣) is een metrostation van de Metro van Hongkong. Het is een eindhalte van de Island Line. 
Het station is geopend op 31 mei 1985.
In 2011 zijn er deuren geïnstalleerd op het perron.

## In/Uitgangen[2]
- A: New Jade Gardens, Chai Wan Industrial Area, Siu Sai Wan
- B: Cheung Lee Street
- C: Public transport interchange
- D: Ning Foo Street
- E: Hing Wah Estate